# Sekral
Sekral (mađ. Porrogszentkirály, slo. Porog) je selo u južnoj zapadnoj Mađarskoj.
Zauzima površinu od 13,65 km četvornih.

## Zemljopisni položaj
Nalazi se na 46° 16′ 13,91″ sjeverne zemljopisne širine i 17° 2′ 43,19″ istočne zemljopisne dužine.
Sjeverozapadno su Supal i Porrog, Bikežda je nešto dalje, Csurgónagymarton je sjeveroistočno, Čurguj je istočno i jugoistočno, Đikeniš i Zakon su jugozapadno, Zákányfalu je zapadno.

## Upravna organizacija
Nalazi se u Čurgujskoj mikroregiji u Šomođskoj županiji. Poštanski broj je 8858.

## Kultura
Šuma (Porrogszentkirályt körülvevő erdő), dio nacionalnog parka Dunav – Drava.

## Promet
2 km južno od sela prolazi željeznička pruga Dumvar – Đikeniš. Između Sekrala i Đikeniša, 2 km jugozapadno od sela, nalazi se željeznička postaja Sekral.

## Stanovništvo
Sekral ima 364 stanovnika (2001.). Skoro svi su Mađari. 2,2% su Romi.

## Poznate osobe
- Števan Baler (mađ. Ballér István), slovenski evangelistički duhovnik, pjesnik pisac, kantor-učitelj iz Mađarske